# Le Plessis-Macé
Le Plessis-Macé ist eine Ortschaft und eine Commune déléguée in der französischen Gemeinde Longuenée-en-Anjou mit 1.176 Einwohnern (Stand 1. Januar 2022) im Département Maine-et-Loire in der Region Pays de la Loire.  Die Einwohner werden Plessis-Macéen(ne)s genannt.
Mit Wirkung vom 1. Januar 2016 wurden die Gemeinden La Meignanne, La Membrolle-sur-Longuenée, Le Plessis-Macé und Pruillé zu einer Commune nouvelle mit dem Namen Longuenée-en-Anjou zusammengelegt. Die Gemeinde Le Plessis-Macé gehörte zum Arrondissement Angers und zum Kanton Angers-4.

## Geographie
Le Plessis-Macé liegt etwa zwölf Kilometer nordwestlich von Angers.

## Bevölkerungsentwicklung
| 1962                       | 1968 | 1975 | 1982 | 1990 | 1999 | 2006 | 2013 |
| -------------------------- | ---- | ---- | ---- | ---- | ---- | ---- | ---- |
| 282                        | 323  | 488  | 743  | 770  | 950  | 1176 | 1230 |
| Quellen: Cassini und INSEE |      |      |      |      |      |      |      |

## Sehenswürdigkeiten
- Kirche Saint-Pierre aus dem Jahre 1472
- Schloss Le Plessis-Macé aus dem 12. Jahrhundert, Umbauten aus dem 14. Jahrhundert

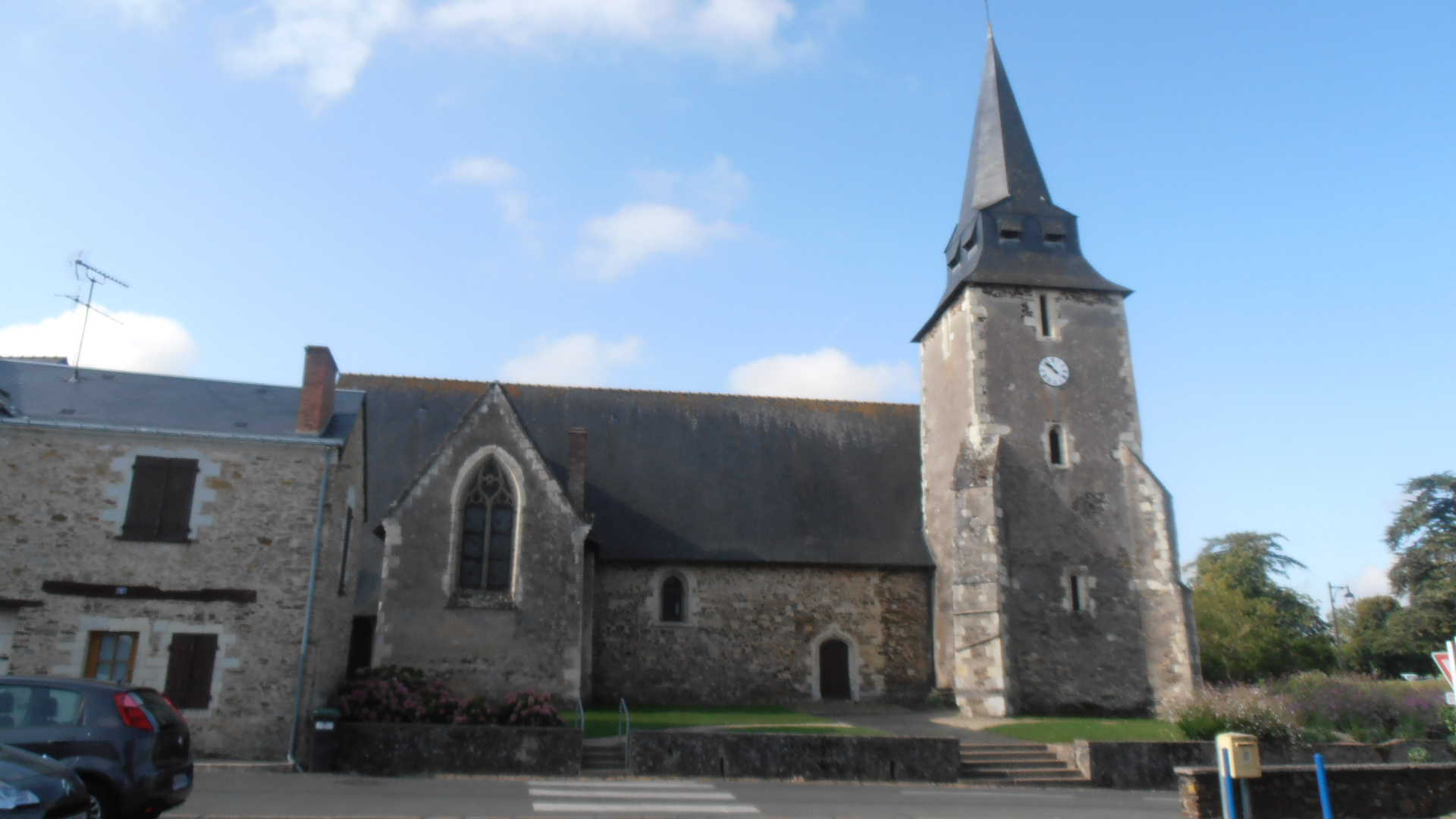
Kirche Saint-Pierre
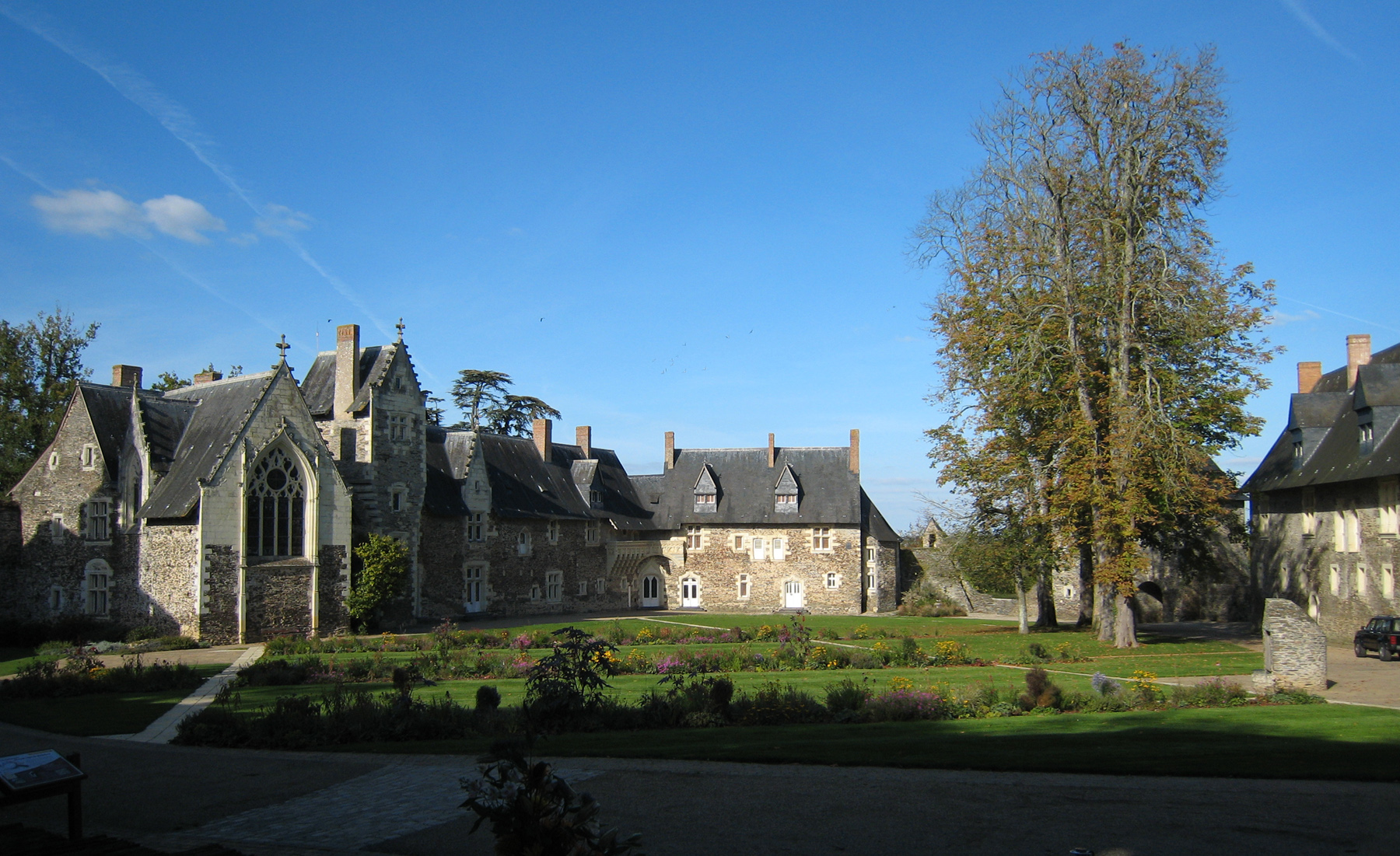
Schloss Le Plessis-Macé